# Been Caught Stealing
Been Caught Stealing è un singolo della band alternative rock statunitense Jane's Addiction.
È stato pubblicato il 15 novembre 1990 ed è il terzo singolo estratto dall'album Ritual de lo habitual, secondo lavoro discografico della band.

## Video musicale
Il videoclip mostra tre membri dei Jane's (Dave Navarro, Stephen Perkins ed Eric Avery) rubare oggetti in un supermercato insieme ad altri strambi personaggi, mentre il cantante Perry Farrell canta con la testa incappucciata in una stanza. Alla fine tutti i clienti iniziano a ballare al centro del market con Farrell che apre le danze.

## Nella cultura di massa
La canzone ha avuto varie apparizioni in film, serie TV e videogiochi. Infatti si trova nel primo episodio della serie televisiva My Name Is Earl e nella puntata Chuck vs Il migliore amico della serie Chuck del 2009. Inoltre è possibile sentire la canzone e vedere poche scene del video nel film Cape Fear - Il promontorio della paura del 1991 di Martin Scorsese, con Robert De Niro e Nick Nolte nella scena in cui il personaggio di Juliette Lewis assiste all'ennesima lite fra i suoi genitori. In buona parte, ciò è dovuto al grande successo riscosso dal brano, che è stato in vetta alla classifica "U.S. modern rock chart" per ben quattro settimane nel 1990. Il brano è stato inserito anche nei videogiochi Grand Theft Auto: San Andreas e Guitar Hero: Warriors of Rock.

## Formazione
- Perry Farrell – voce
- Dave Navarro – chitarra elettrica
- Eric Avery – basso
- Stephen Perkins – batteria, percussioni